# Гудков, Валентин Михайлович
Гудков, Валентин Михайлович (15 марта 1923 — 26 января 2014, Москва) — советский и российский учёный-горняк, один из пионеров в области математических методов исследования недр. Доктор технических наук, профессор. Заведующий кафедрой и проректор Всесоюзного заочного политехнического института.

## Биография
В 1941 г. поступил в Московский горный институт (сегодня – Горный институт НИТУ «МИСиС»). Учеба была прервана Великой Отечественной войной, на фронтах которой В.М. Гудков находился с 1942 по 1945 гг. После демобилизации он продолжил учебу в горном институте и закончил его в 1951 т., получив квалификацию горного инженера-маркшейдера.
В 1954 г. окончил аспирантуру МГИ по кафедре «Маркшейдерское дело» с успешной защитой кандидатской диссертации, основанной  на геометризации Алтайских полиметаллических месторождений, и был оставлен на кафедре для научно-педагогической работы. Именно с этой кафедрой, с его учителями профессорами Соболевским П.К. и Рыжовым П.А., которые работали на этой кафедре, связано становление В.М. Гудкова как педагога и ученого.
В 1957-1958 гг. командируется в Албанию на педагогическую работу в Тиранском Государственном университете. Непосредственно им была организована и впервые для Албании началась планомерная подготовка инженерных кадров по специальности «Маркшейдерское дело». В Тиранском университете им было написано  и издано учебное пособие «Теория ошибок и способ наименьших квадратов»
В 1963 г. В.М. Гудков возглавил кафедру «Маркшейдерское дело и геодезия» во Всесоюзном заочном ордена Трудового Красного Знамени заочном политехническом университете. В 1973 г. защитил докторскую диссертацию. В 1975 г. был назначен первым проректором института по учебной работе, а с 1999 г. вновь возглавил кафедру, которой руководил по 2005 г.

## Научная и педагогическая деятельность
Направлениями научных исследований В.М. Гудкова являлись: совершенствование математических методов исследования недр, разработка методов надежной оценки измерений, количественных, качественных показателей и структурных характеристик месторождений полезных ископаемых, создание математических моделей месторождений с наиболее полным учетом их особенностей для решения научных и практических задач горного производства, проблемы оценки напряженного состояния массива горных пород в районах возможных землетрясений, а также проблемы сырьевой политики и безопасности страны в условиях рынка и глобализации экономики.
В.М.Гудков доказал ошибочность идеи крайгинга для выбора весовой функции, обеспечивающей получение наименьшей дисперсии оценки среднего значений качественных показателей полезных ископаемых, нецелесообразность использования критерия Колмогорова и критерия Пирсона при проверке гипотез распределения, неработоспособность контроля точности измерений по сумме квадратов поправок и по невязкам геодезических сетей.
Развил и разработал новые методы исследования недр, им предложены, апробированы и внедрены новые способы и методы решения задач геометрии недр, геомеханики и маркшейдерского дела, в частности, определены условия оптимального сглаживания разрезов и учета ошибок опробования, предложены способы подсчета запасов с учетом особенностей пространственного размещения показателей при усреднении рудной массы и при реализации систем управления качеством руд.
Предложены новые способы оценки точности геодезических измерений и методы  повышения  точности  геодезических систем. На основе сформулированного им положения о том, что объективную информацию о состоянии массива горных пород в районах возможных землетрясений имеет изменение функции распределения фиксируемых разрывов, В.М. Гудков разрабатывает научно-методические основы реализации идеи – от определения функции распределения разрывов, отмеченных за определенные отрезки времени, к динамической оценке энергии разрушения как последовательных процессов накопления энергии разрушения и разгрузки массива, тем самым приближая решение проблемы прогнозирования землетрясений.
Им опубликовано более 100 печатных работ, в том числе 3 монографии и 4 учебника. Результаты научных исследований защищены многими авторскими свидетельствами на изобретения.
В.М. Гудковым создана школа научных работников и инженеров. Среди его учеников - 4 доктора наук, 14 кандидатов технических наук, свыше 600 горных инженеров, которые работают в России, странах бывшего СССР, Болгарии, Китае, Монголии, Албании, Венгрии и Германии.
Был членом бюро НТО Горное, Методического совета по высшему горному образованию Минвуза СССР, одним из организаторов Международной академии минеральных ресурсов, многих симпозиумов и съездов маркшейдеров, являлся членом специализированных Советов по защите докторских и кандидатских диссертаций.

## Признание
Награжден орденом Трудового Красного Знамени, более чем десятью медалями, а также ведомственными знаками: «Шахтерская слава» I , II и  III степени и «Почетный работник высшего профессионального образования РФ».